# 俄牙同乡
俄牙同乡，是中华人民共和国四川省甘孜藏族自治州稻城县下辖的一个乡镇级行政单位。

## 行政区划
俄牙同乡下辖以下地区：
俄眉村、同丁村、下同村、向英村、往子村、同乡村、牙垭一村、牙垭二村、牙垭三村和洋丁村。